# Жіноча сексуальність

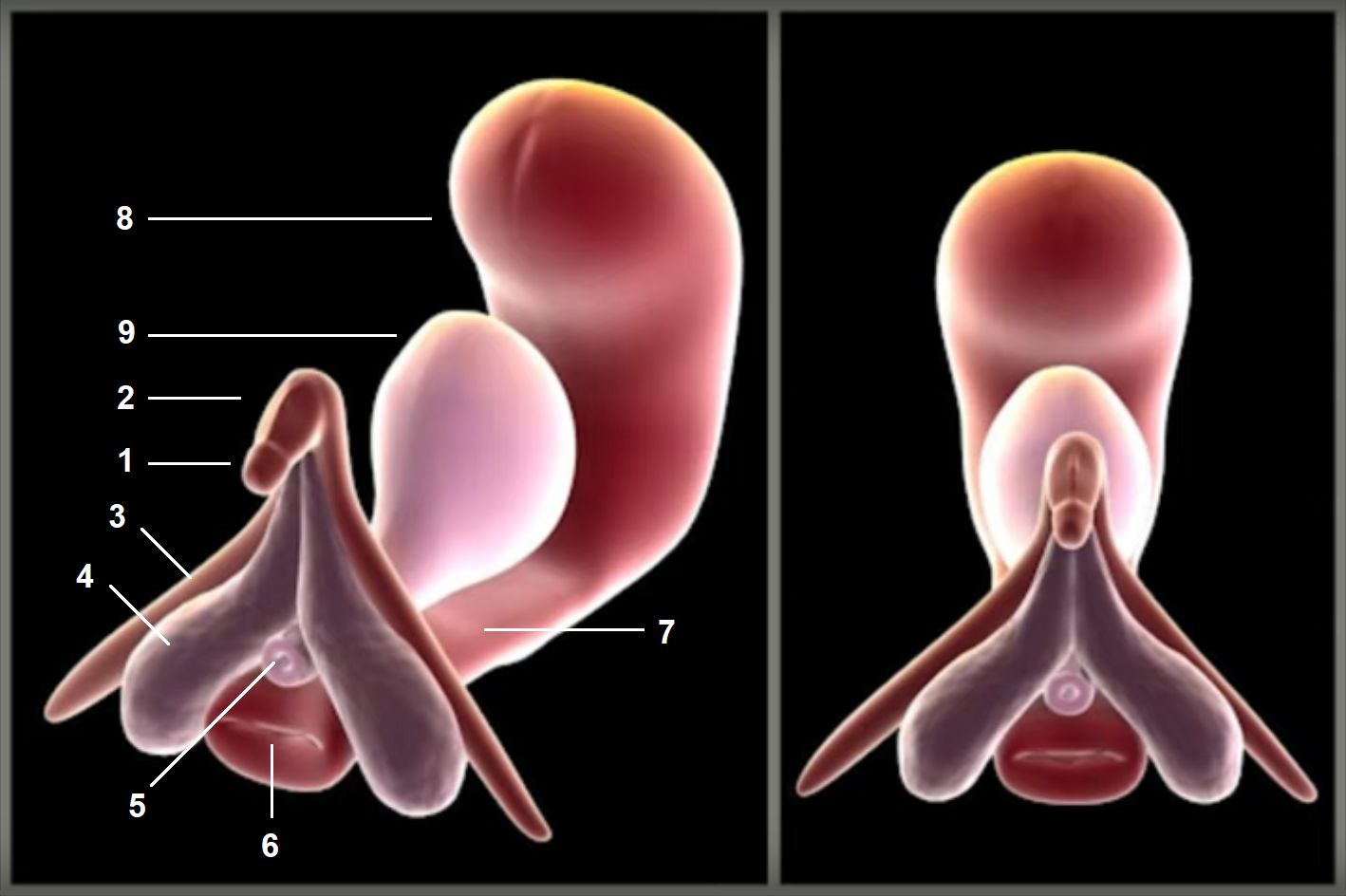
3D модель клітора, побудована першовідкривачкою реальних об'ємів клітора Гелен О'Коннел на основі МРТ живих тканин у дослідженні 1990 року: 1 — голівка клітора, 2 — тіло клітора, 3 — печериста ніжка клітора, 4 — кліторальна (вестибулярна) цибулина, 5 — уретра, 6 — вагінальний отвір, 7 — вагіна, 8 — матка, 9 — сечівник

Жіноча сексуальність (англ. Human female sexuality) охоплює широкий спектр поведінки та процесів, включаючи жіночу сексуальну поведінку, фізіологічний, психологічний, соціальний, культурний, політичний та духовний чи релігійний аспекти сексуальної активності жінок, їхню сексуальну орієнтацію та гендер. Різні аспекти жіночої сексуальності, як частини сексуальності людини, також розглядаються крізь призму етики, моралі, теології. В будь-яку історичну епоху мистецтво та попкультура транслювали погляди суспільства на жіночу сексуальність.

У більшості суспільств та юрисдикцій існують правові межі щодо дозволеної жіночої сексуальної поведінки (контроль жіночої сексуальності), що різняться від культури, регіону та епохи. Аспекти жіночої сексуальності стосуються біологічної статі, вигляду тіла (бодіпозитив та об'єктивація), самоповаги, особистості, сексуальної орієнтації, цінностей та установок, гендерних стереотипів та ролей, стосунків, варіантів діяльності та спілкування.

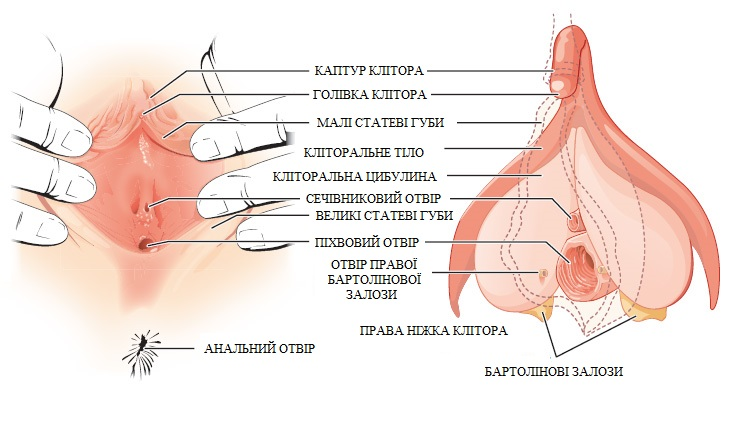
Будова клітора (внутрішні та видимі у вульві структури)

## Біологічний субстрат
Жінкам для досягнення оргазму необхідна психологічна та фізична стимуляція, включаючи сексуальні фантазії, розмаїту прелюдію, сексуальні пози, використання секс-іграшок. Прелюдія передує сексу і сексуального збуджує жінок: вони часто отримують сексуальне задоволення від еротичних розмов, коли їх цілують, торкаються, обіймають.

### Ерогенні зони
Жіночі соски чутливі до дотику, їх стимуляція викликає збудження. Деякі жінки повідомляють про переживання оргазму внаслідок стимуляції сосків.

### Жіночий сексуальний потяг
Жінки, незалежно від сексуальної орієнтації, як правило, цікавляться фізичною привабливістю партнера(-ки) менше за чоловіків. Проте з біологічної точки зору жінок, як правило, більше приваблюють чоловіки, які мають порівняно вузьку талію, V-подібний тулуб і широкі плечі, вищі за них за зростом і з високим ступенем симетрії обличчя, а також відносно чоловічим диморфізмом обличчя.
- Лесбійство, буч і фем

### Жіночий оргазм
Жіночий оргазм забезпечує клітор, гомологічний пенісу, голівка якого містить понад 8000 нервових закінчень, тобто більше, ніж у всьому пенісі.
Стимуляція клітора може відбуватися прямо (при сексі без проникнення стимулюють голівку клітора, результатом є швидший оргазм, т. зв. «кліторальний») чи непрямо, через вагіну (при проникаючому сексі, стимуляція «точки G» (внутрішньої частини клітора), здатна викликати т. зв. «вагінальний» оргазм).
Оскільки прелюдії та стимуляції клітора зазвичай не приділяється належної уваги, жінкам важко досягти оргазму під час вагінального коїтусу. 70–80 % жінок потребують прямої стимуляції голівки клітора для досягнення оргазму, хоча непряма стимуляція клітора також може бути достатньою. Оргазм за виключно вагінальної стимуляції важче досягти, тож жінкам може знадобитися більше одного типу стимуляції для оргазму.
Жінки здатні переживати множинні оргазми, оскільки рефрактерний період після першого оргазму у них коротший та слабше виражений, ніж у чоловіків. Хоча жінки не переживають рефрактерний період і можуть мати додатковий або багаторазові оргазми незабаром після першого, через гіперчутливість клітора жінки можуть також мати період після оргазму, коли подальша стимуляція не викликає збудження або неприємна.
Клініка Майо: «Оргазми різняться за інтенсивністю, а жінки різняться за частотою своїх оргазмів і величиною стимуляції, необхідною для оргазму».

## Жіноча сексуальність та суспільство

### Сексологія, психоаналіз та стигма
- «Види» жіночого оргазму. З. Фрейд висунув теорію двох видів жіночих оргазмів, «вагінального» та «кліторального». Однак з дослідженням будови та функцій клітора це розмежування відкинули (Мастерс і Джонсон, 1966). Сучасна наукова спільнота одноголосна: за жіночий оргазм відповідають структури клітора, які по-різному стимулюються під час сексу (Гелен О'Коннелл, 2005).[28][36][37][38]
- «Жіноча еякуляція». Ернст Грефенберг, досліджуючи жіночі геніталії та статеву фізіологію, опублікував «Роль уретри в жіночому оргазмі» (1950), де описав «жіночу еякуляцію».[29][39][40].
- «Точка G»: ерогенна зона, також описана Грефенбергом у 1950, де уретра знаходиться найближче до передньої вагінальної стінки. У 1981 році Джон Д. Перрі та Беверлі Уіппл назвали це місце плямою Грефенберга, або точкою G. Медичне співтовариство загалом не сприйняло повну концепцію точки G.[29][39][40] Існування точки G як окремої структури залишається суперечливим, оскільки її місцезнаходження відрізняється в різних жінок, і не у свіх існує.[39][40]

### Контроль жіночої сексуальності
Історично багато культур розглядали жіночу сексуальність як підпорядковану чоловічій сексуальності та як щось, що має підлягати контролю через обмеження жіночої поведінки. Традиційні практики, такі як примусова скромність і цнотливість, накладають обмеження на жінок, не накладаючи подібних обмежень на чоловіків.
- Калічення жіночих геніталій (FGM) без медичних показань у ранньому дитинстві покликані звести нанівець жіночу сексуальність. Практикуються в Африці, на Близькому Сході, у іммігрантських громадах західних країн.[42][43]
- Вбивства честі: контроль жіночої сексуальності та поведінки включає погрозу смертю та феміцид, наприклад, жінок та дівчат убивають родичі за відмову від домовленого шлюбу, не схвалені сім'єю стосунки, позашлюбний секс, неконформний одяг чи якщо їх зґвалтували.[44]
- Пояс вірності використовувався в Середні віки для контролю сексуальної поведінки жінок: з допомогою залізного ярма жінки мали захистити «цнотливість», що включало запобігання мастурбації та сексуальному доступу чоловіків.[45][46]
- Стереотип Мадонни — повії. До європейської колонізації Америки ставлення корінних американців до жіночої сексуальності, як правило, було відкритим, особливо для молодих жінок, які не перебувають у шлюбі. Прибулі європейці застосували жорсткі погляди, особливо обмежувальні для жінок, переважно в пуританських колоніях.[47] Було створено афроамериканські стереотипи Єзавелі (спокусливої розпусниці[48]) та маммі (mammy)/тітки Джеміми, усміхненої, коли біла сім'я забирає її життя.[49] Ці стереотипи виправдовували рабство, зґвалтування та жорстоке поводження з афроамериканками: сексуальність — останнє для жінки, бо її світ займає життя її білих господарів.[50][51]
- Культура зґвалтування (міфи про зґвалтування, слатшеймінг, «комендантська година» для жінок, звинувачення згвалтованої та безкарність гвалтівників) виховує в жінках стратегії придушення та відмови від власних сексуальних бажань перед загрозою сексуального насильства.
- Сексуальна об'єктивація (самооб'єктивація) та порніфікація жінок у медіа, рекламі, мистецтві (чоловічий погляд) посилює дисоціацію жінок з власними тілами, відчужує жіночі сексуальні бажання, роблячи їх пасивним об'єктом фантазій спостерігача, живлячи порноіндустрію та сферу торгівлі жінками для секс-експлуатації.
- Гендерні стереотипи про секс. Соціальне конструювання маскулінності та фемінності відіграє ключову роль у розумінні того, чому жінки зазвичай несуть відповідальність за результат сексуальних контактів. Суспільства творять різні сексуальні норми та стереотипи для жінок та для чоловіків, жіноча та чоловіча сексуальність розглядаються як протилежні: жінок вчать, що вони «не повинні бажати сексуальної активності або вважати це приємним, мати сексуальні стосунки поза шлюбом», тоді як чоловіків вчать «відчувати право мати сексуальні стосунки та задоволення, а їх власна гідність демонструється через їх сексуальну майстерність та уявлення про владу». Уявлення про «мужність», ніби чоловіки постійно цікавляться сексом, коли чоловіки збуджені, вони нездатні зупинитись чи контролювати себе та неодмінно повинні отримати оргазм.[52][53] Стереотипи про «жіночність» описують жінку пасивною, індиферентною до сексу та оргазму, що сприяє ігноруванню жіночих сексуальних бажань культурою.[54][55][56]

### Феміністське звільнення жіночої сексуальності
У 1970-х і 80-х традиційні західні погляди на жіночу сексуальність оскаржили та переоцінили феміністки в рамках сексуальної революції. Фемрух та феміністичні письменниці зверталися до жіночої сексуальності з жіночої точки зору, замість дозволяти визначати її через чоловічу. Одна з перших популярних науково-популярних книг «Мій таємний сад» (1973) Ненсі Фрайдей. Особливо вплинули дослідниці Жермен Грір, Сімона де Бовуар і Каміль Палья. Наприкінці ХХ ст. найважливіший європейський внесок у розуміння жіночої сексуальності зробив психоаналітичний французький фемінізм за участю Люс Ірігаре та Юлії Кристевої.
Сексуальні взаємодії відбуваються за нерівних обставин, у контексті дисбалансу сил між чоловіками та жінками. Феміністські дослідниці, такі як Кетрін Макіннон, заявили, що нерівність, в якій відбуваються гетеросексуальні стосунки, не слід ігнорувати, вона має відігравати вирішальну роль у політиці. «Припущення полягає в тому, що жінки нерівні з чоловіками в економічному, соціальному, культурному, політичному та релігійному плані, але в момент, коли вони мають сексуальні стосунки, вони вільні та рівні. Це припущення — і я думаю, що над цим слід подумати, і зокрема, що тоді означає згода».
Лесбійство та жіноча бісексуальність також цікавлять фемінізм. Політичне лесбійство, пов'язане з фемінізмом другої хвилі та радикальним фемінізмом, включає, зокрема, лесбійський сепаратизм (Шейла Джеффріс, Джулі Біндель).
Сучасні феміністки виборюють доступ для всіх жінок та дівчат до сексуального здоров'я та просвіти, легальної контрацепції та абортів, відстоюють репродуктивні права жінок, особливо контрацепцію та планування сім'ї, право не мати дітей та не відчувати за це репродуктивний тиск. Тілесна автономія, згода на секс, свобода від акушерського, сексуального насильства та домагань нині у фокусі фемінізму.
Такі питання, як секс-індустрія (порнографія, проституція, торгівля жінками, секс-рабство), в контексті того, чи можлива згода на секс в умовах домінування чоловіків, культури згвалтування, об'єктивації та економічного утиску жінок; педофілія, дитячі шлюби та вік сексуальної згоди; рух інцелів, трансгендерність, стали суперечливими темами у феміністському дискурсі.

## Варіації

### Лесбійська сексуальність
Дослідження Герульфа Рігера (2015) показало, що лесбійки відчувають більше типового для чоловіків сексуального збудження до жінок, ніж гетеро-жінки до чоловіків, а також лесбійки були маскуліннішими у несексуальній поведінці.